# Диуф, Анди
Анди́ Алю́н Диу́ф (фр. Andy Alune Diouf; род. 17 мая 2003, Нёйи-сюр-Сен) — французский футболист, опорный полузащитник клуба «Ланс».

## Клубная карьера
Уроженец Нантера (пригород Парижа), Анди выступал за молодёжные команды парижских клубов «Гарен-Коломб», «Пари Сен-Жермен» и «Булонь-Бийанкур». В июле 2018 года стал игроком молодёжной команды «Ренна». 9 мая 2021 года дебютировал в основном составе «Ренна», выйдя на замену Мартену Терье в матче французской Лиги 1 против «Пари Сен-Жермен».

## Карьера в сборной
В 2019 году дебютировал в составе сборной Франции до 17 лет. В составе олимпийской сборной Франции стал серебряным призером Игр в Париже.

## Личная жизнь
Диуф родился во Франции в семье выходцев из Сенегала.